# شوشنسکویه
شوشنسکویه (روسی: Шу́шенское؛ IPA: [ˈʂuʂɨnskəjɛ]) یک شهر در سرزمین کراسنویارسک کشور روسیه است.